# Fritz Rose (Kolonialbeamter)
Fritz Rose (* 2. Februar 1855 in Höxter; † 1922) war ein deutscher Kolonialbeamter und Kaiserlicher Kommissar in Deutsch-Neuguinea.

## Leben
Geboren in Höxter als Sohn eines Richters, wurde er 1881 Gerichtsassessor. Während seines Studiums wurde er 1873 Mitglied der Burschenschaft Arminia Marburg. Nach verschiedenen Stationen in der Verwaltung war er vom 1. November 1889 bis zum 31. August 1892 Kaiserlicher Kommissar von Deutsch-Neuguinea. Wegen einer Choleraerkrankung kehrte er nach Deutschland zurück und arbeitete bis 1896 in der Kolonialabteilung des Auswärtigen Amtes. 1896 bis 1899 war er nochmals in der Südsee tätig, und zwar als Generalkonsul in Apia. Anschließend wieder beim Auswärtigen Amt in Berlin, trat er 1907 in den einstweiligen Ruhestand. 1909 wurde er zum Präsidenten des Seefischereivereins ernannt.

## Ehrungen
- Geheimer Legationsrat (1903)

## Schriften
- Inana-Yoga Vivekānanda <Svāmī>. W. Seifert, Heilbronn 1923.
- Wie mirs gelang, 2. Auflage. Dresden Minden 1920.